# Mtafiti
Die Mtafiti ist ein Forschungsschiff des Kenya Marine and Fisheries Research Institute (KMFRI).

## Geschichte
Das Schiff wurde auf der Scheepswerf van Langerbrugge als Lotsenboot Loodsboot 2 gebaut und 1977 in Dienst gestellt. Heimathafen war Antwerpen.
Im Jahr 2000 wurde es zum Forschungsschiff für das Vlaams Instituut voor de Zee in Ostende umgebaut. Neuer Name des Schiffes wurde Zeeleeuw (Seelöwe), der Heimathafen Ostende. Das Vlaams Instituut voor de Zee nutzte das Schiff bis 2012 für Forschungsarbeiten vor der belgischen Küste und in der Scheldemündung, bereedert wurde es von DAB Vloot. 2012 wurde das Schiff durch die Simon Stevin ersetzt. Die Zeeleeuw hatte im Laufe ihrer Dienstzeit rund 155.000 km zurückgelegt.
Im Jahr 2013 wurde das Schiff im Rahmen einer Zusammenarbeit zwischen dem Vlaams Instituut voor de Zee und dem Kenya Marine and Fisheries Research Institute nach Kenia abgegeben. Dazu wurde es auf der Scheepswerf IDP in Ostende für die neuen Aufgaben angepasst. Die Überführungsfahrt nach Kenia begann am 31. August 2013. Das Schiff erreichte Mombasa am 25. Oktober 2013 und wurde am 27. Januar 2014 wieder in Dienst gestellt.
Das Kenya Marine and Fisheries Research Institute betreibt das Schiff unter dem Namen Mtafiti (Swahili für „Forscher“) und nutzt es insbesondere im westlichen Indischen Ozean vor der Küste Kenias.

## Technische Daten
Das Schiff wird von zwei Viertakt-Sechszylinder-Dieselmotoren (Typ: 6MDXC) des Herstellers Anglo Belgian Corporation mit 1192 kW Leistung angetrieben. Die Motoren wirken über Untersetzungsgetriebe auf einen Verstellpropeller.
Für die Stromerzeugung an Bord stehen zwei Dieselgeneratoren zur Verfügung, die von Volvo-Penta-Dieselmotoren (Typ: TMD 120 AK) mit jeweils 150 kW Leistung angetrieben werden.